# Adib Domingos Jatene
Adib Domingos Jatene   (Xapuri, 4 de juny de 1929 - São Paulo, 14 de novembre de 2014) va ser un professor, acadèmic, cardiocirurgià, polític i inventor brasiler. Va ser ministre de Salut durant els governs Collor de Mello i Cardoso.

## Biografia
Nascut a Xapuri, un municipi de l'estat d'Acre limítrof amb Bolívia, era fill d'immigrants libanesos. Es va graduar en Medicina en la Universitat de São Paulo, on més tard esdevindria professor.
Fou conegut i respectat internacionalment per les desenes d'innovacions mèdiques. Va idear una nova tècnica quirúrgica, que duu el seu nom, per la transposició de les grans artèries en nou-nats. També va ser l'artífex del primer bypass cardiopulmonar de l'Hospital Universitari de São Paulo.
Jatene va ser Secretari de Salut de al govern estatal de São Paulo i dos cops ministre de Salut, primer en el govern de Fernando Collor de Mello (1992) i, posteriorment, durant el primer mandat de Fernando Henrique Cardoso (1995-1996).
El 14 de novembre de 2014 va morir després de patir un infart agut de miocardi. La capella ardent va situar-se a l'amfiteatre de l'Hospital del Cor, a São Paulo, i va ser sepultat al cementiri d'Araçá.

## Honors
Va ser membre de l'Acadèmia Nacional de Medicina i va ser guardonat amb el Premi Anísio Teixeira l'any 1991.
El juliol de 1992, Adib va ser condecorat amb l'Orde del Mèrit Militar en el grau de Gran Oficial. El 25 d'octubre de 2010, va ser agraciat amb la gran creu de l'Orde d'Ipiranga pel govern paulista.